# Penney Bay
Die Penney Bay ist eine große Nebenbucht der Vincennes Bay an der Budd-Küste des ostantarktischen Wilkeslands. Sie reicht von der Halbinsel Robinson Ridge bis zur Browning-Halbinsel an der Ostflanke der Windmill-Inseln.
Erstmals kartiert wurde sie anhand von Luftaufnahmen der United States Navy, die 1947 und 1948 während der Operation Highjump und der Operation Windmill entstanden. Das Advisory Committee on Antarctic Names benannte sie 1963 nach dem US-amerikanischen Biologen Richard Lee Penney (1935–1993), der zwischen 1959 und 1960 auf der Wilkes-Station tätig war.